# Zossener Straße (Berlin-Kreuzberg)
Die Zossener Straße im Berliner Ortsteil Kreuzberg verläuft vom Waterloo-Ufer am Landwehrkanal im Norden bis zur Bergmannstraße am Marheinekeplatz im Süden. Seit dem 26. Dezember 1874 trägt sie den Namen der brandenburgischen Stadt Zossen. Ihre Wohn- und Gewerbegebäude sind überwiegend im Gründerzeitstil errichtet und konnten nach den Zerstörungen im Zweiten Weltkrieg wieder restauriert werden.

## Geschichte
Nach dem Hobrecht-Plan, Abteilung II, entstanden in den 1860er Jahren die Straßen 6 und 32. Das städtische Territorium ging in das Eigentum der Baugesellschaft Belle Alliance über, die 1874 den Straßennamen beantragte und mit dem Bau von Wohnhäusern begann. In den mehrgeschossigen Miethäusern häufig mit Quer- und Seitenflügeln, teilweise auch zwei Hinterhöfe, fanden bis zu 30 Familien Unterkünfte. Die Bewohner waren Handwerker, kleinere Kaufleute oder Angestellte. Die Schauseite zur Straße hin erhielt häufig schmückende Fassaden im Stil der Zeit. Dem Adressbuch des Jahres 1900 ist folgende Straßenführung zu entnehmen: „von der Blücherstraße (Nummer 1), über Baruther Straße, Fürbringerstraße, Gneisenaustraße, Mariendorfer Straße bis zur Bergmannstraße (Nummer 27) und zurück“. Insgesamt waren 61 Hausnummern in Hufeisenform vergeben.
An der Ecke Blücherstraße/Zossener Straße befand sich in der Zeit nach dem Zweiten Weltkrieg in einer Teilruine die Trödelhandlung von Kurt Mühlenhaupt.
Am 19. Dezember 1912 erhielt die um 1905 angelegte Verlängerung der Zossener Straße zwischen Plan- und Waterloo-Ufer ebenfalls diesen Namen. Noch bevor es die Blücherstraße gab, entstanden in diesem Bereich nach und nach Friedhöfe für nahegelegene Kirchengemeinden.
Im Haus Nummer 1 befand sich von 1960 bis 1977 Der Leierkasten, eine Künstlerkneipe, die von Kurt Mühlenhaupt gemeinsam mit seinem Bruder Willi betrieben wurde. Die Kneipe war ein beliebter Treffpunkt der Berliner Malerpoeten. Das Haus wurde 1977 abgerissen, das Grundstück neu bebaut.
Im Haus Nummer 29 wohnte die Jüdin Jeanette Jaffé (Verwandte des Schneiders Martin Jaffé). Sie wurde in der NS-Zeit aus der Wohnung geholt und in das KZ Theresienstadt deportiert, wo sie starb. Ein in den 2000er Jahren verlegter Stolperstein erinnert an ihr Schicksal.

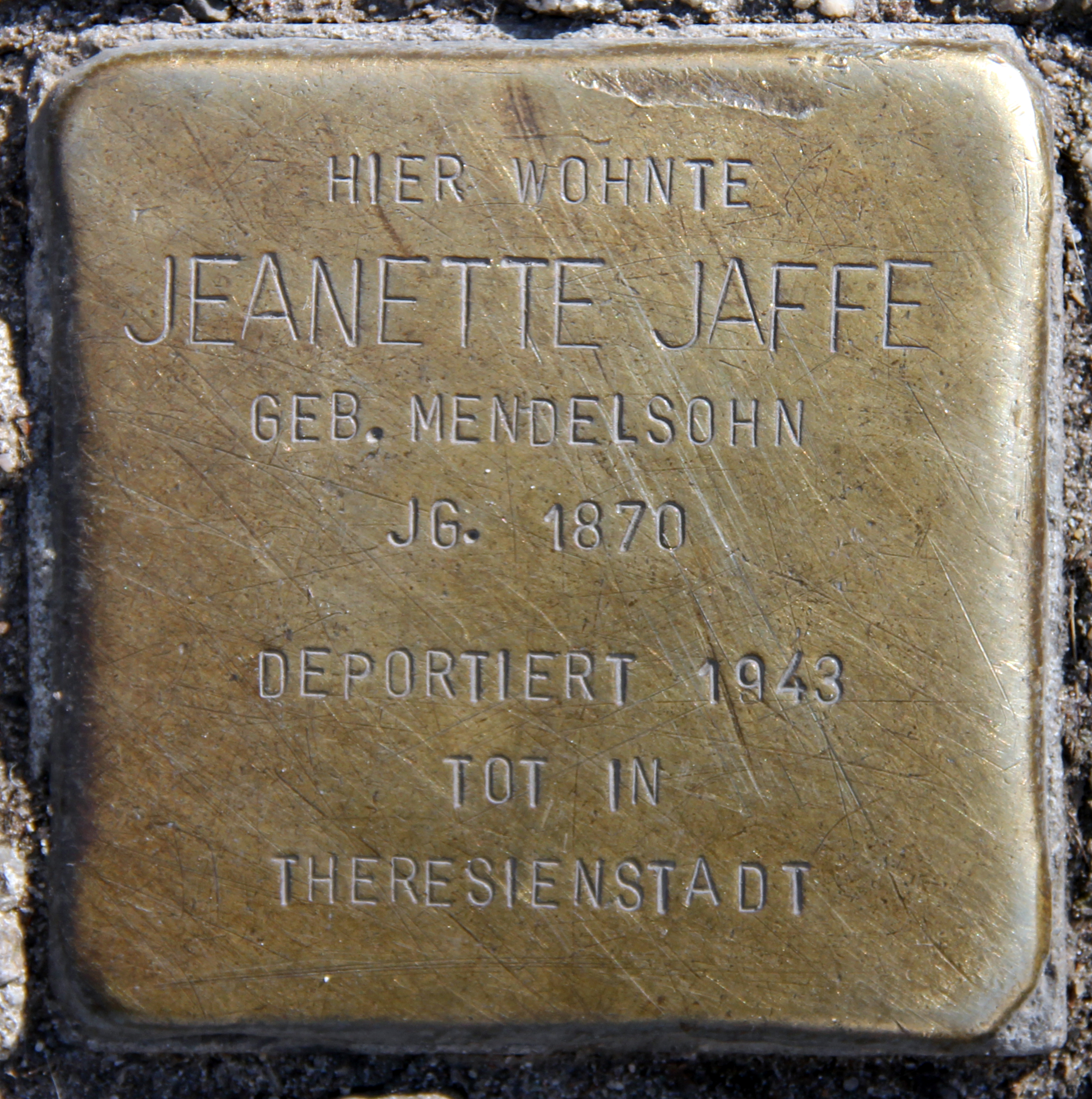
Stolperstein Zossener Straße 28

Haus Nummer 31 beherbergte zu Beginn des 20. Jahrhunderts die Brauerei Belle Alliance, deren Angestellte im Vorderhaus wohnten. Im Haus 55 hatten sich zahlreiche Ärzte niedergelassen, die bereits damals als Poliklinik hier praktizierten. Das Haus Nr. 48 wurde im Jahr 2019 von einer Mieterinitiative als Haus–GmbH erworben und saniert.

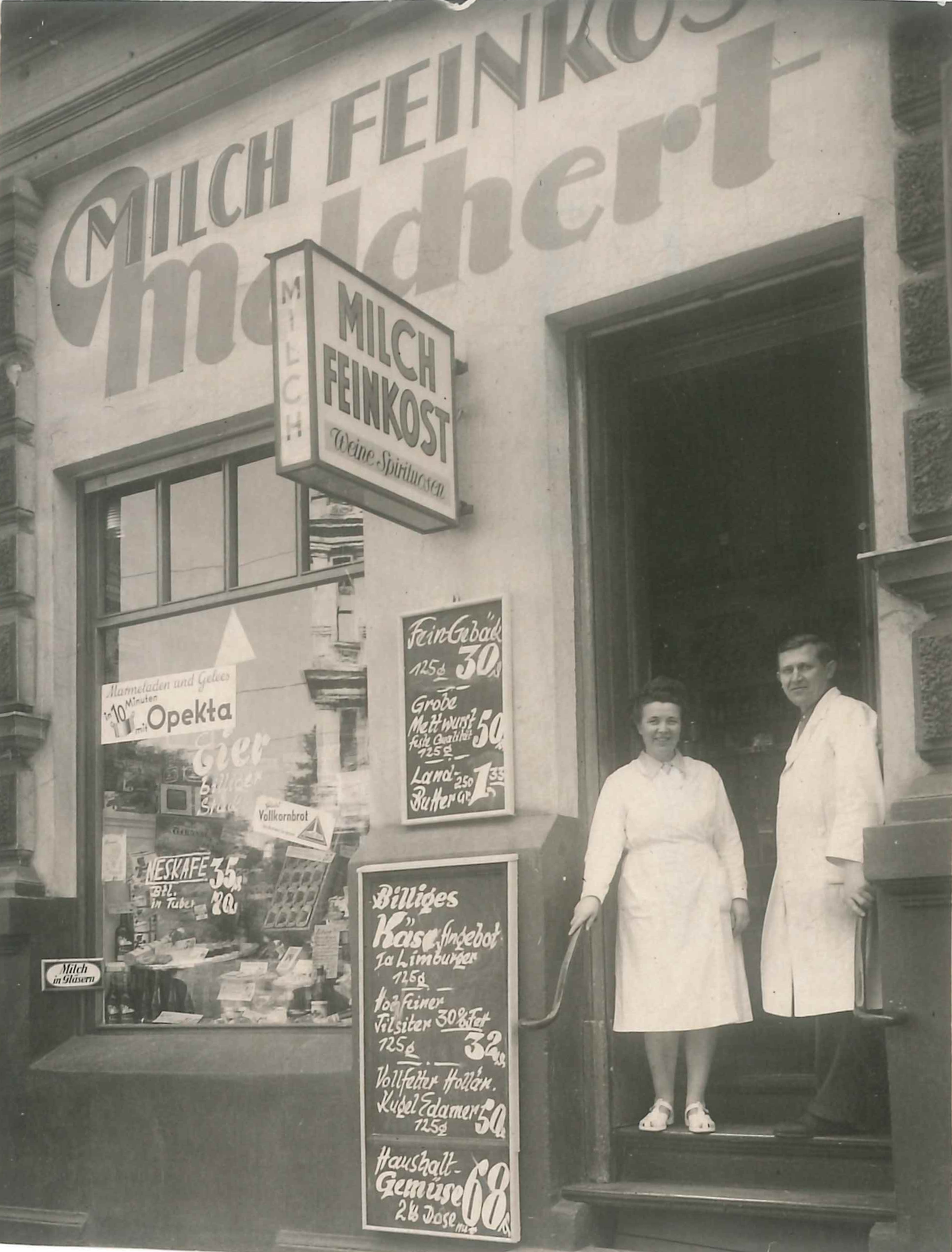
Tante-Emma-Laden in der Zossener Straße 52, Juni 1951

Im Haus 52 befand sich von 1949 bis 1969 ein sogenannter Tante-Emma-Laden und im Seitenflügel des Hauses lebte seit 1964 für längere Zeit der Künstler Artur Märchen.

## Bauten und Grundstücke

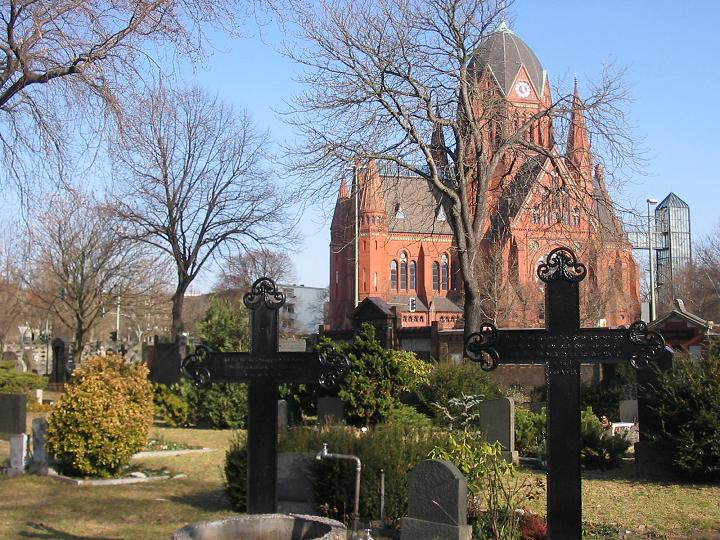
Die Heilig-Kreuz-Kirche mit nahegelegenem Kirchhof

Die Heilig-Kreuz-Kirche der evangelischen Kirchengemeinde Heilig Kreuz-Passion, Zossener Straße 65 ist denkmalgeschützt. Ihr gegenüber liegt ein Eingang zu den vier Friedhöfen vor dem Halleschen Tor, einer Beisetzungsstätte für viele prominente Persönlichkeiten, die in Berlin verstorben sind. Nahe bei diesem Eingang befindet sich auch die Ruhestätte von Joachim Ritzkowsky, einem ehemaligen Pfarrer der Kirchengemeinde Heilig Kreuz-Passion. Da er seine letzte Ruhe in der Nähe seiner jahrelangen Wirkungsstätte finden wollte, wurde er auf dem der Heilig-Kreuz-Kirche benachbarten Friedhof (Jerusalems- und Neue Kirche Friedhof I) beigesetzt. Auf seiner Grabstätte, einem Erbbegräbnis in der Abteilung 1/1, findet als Vermächtnis seiner Obdachlosenarbeit auch die Beisetzung von verstorbenen Obdachlosen aus dem von ihm begründeten Obdachlosenwohnheim der Kirchengemeinde statt. Alle vier Friedhöfe sind Gartendenkmale.
In den 2000er und 2010er Jahren wurden die meisten Häuser der Straße umfassend saniert. Das Haus Zossener Straße /Ecke Fürbringerstraße 6 wurde 1878 fertiggestellt und steht in der Berliner Denkmalliste. Zusammen mit den Gebäuden Nummer 18 und Nummer 31 wurde es bei der Sanierung in den späten 1990er Jahren auch hinsichtlich der Fassaden dem früheren Baustil angepasst. Einige der dort befindlichen ehemaligen Stallgebäude werden als Gewerbe- und Geschäftsräume weitergenutzt.

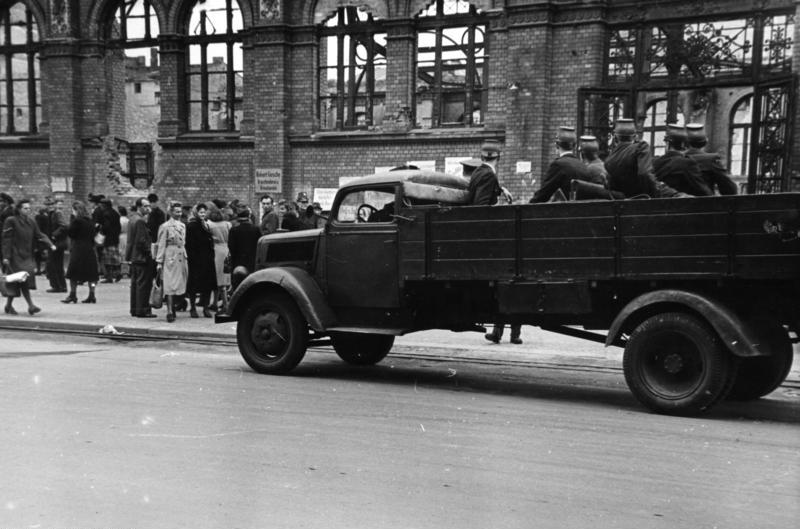
Die zerstörte Markthalle XI am Marheinekeplatz, Ansicht von der Bergmannstraße, während einer Schwarzmarktrazzia, 25. Juni 1948

Die Straße endet im Süden an der Marheineke-Markthalle. Diese Halle wurde im Zweiten Weltkrieg fast vollständig zerstört. Einige Händler hielten jedoch im Keller der Ruine noch bis zum Wiederaufbau im Jahr 1952 ihre Geschäfte offen. Um die Halle herum blühte der illegale Handel in der Nachkriegszeit (siehe Bild), gegen den die Polizei öfter vorging. Im Jahr 2007 wurde die Halle umfassend saniert und insbesondere ihre Südfassade zur Bergmann- und Friesenstraße hin architektonisch neu gestaltet.

## Gewerbe und Gastronomie
Unter der seinerzeitigen Adresse Zossener Straße 31 hatte sich ab 1901 die im Jahr 1867 gegründete Luxus- und Spitzenpapierfabrik von Gustav Demmler niedergelassen. Der Sohn des Firmengründers war der spätere Architekt, Fußballspieler und Sportfunktionär Georg Demmler. An der Ecke Gneisenaustraße befindet sich die traditionsreiche Apotheke Zum Goldenen Einhorn.
Im Jahr 1905 baute der Seifenhersteller Rudolf Herrmann auf dem Grundstück Zossener Straße 55–58 ein Gewerbegebäude. Die Handelsgesellschaft Hentschel & Co. ließ im Jahr 1911 auf dem Grundstück Zossener Straße 55 ihre fünfgeschossige Firmenrepräsentanz errichten. 1975 hat die Gewerbesiedlungs-Gesellschaft (GSG Berlin) beide Grundstücke erworben und zu einem großen Gewerbekomplex vereint. Die Gebäude wurden 1905–1911 als Stahlbeton-Industriebauten errichtet und Anfang der 2000er Jahre unter Kofinanzierung durch EU-Fördermittel umfänglich saniert. Heute haben sich in dem Gewerbehof unter anderem Drucker, Rechtsanwälte, Architekten, bildende Künstler, Designer und Fotografen niedergelassen.
Bis zum Wiederaufbau der im Zweiten Weltkrieg vollständig zerstörten Heilig Kreuz-Kirche hatte die Kirchengemeinde in dem Gebäudekomplex in der ersten Etage Räume für Gottesdienste, kirchliche Amtshandlungen, für die Küsterei und für die Jugendarbeit der Jungen Gemeinde angemietet.
In der Zossener Straße 32 hatte die 1972 von Studenten des Fachbereichs Kulturwissenschaft der TU Berlin, darunter Tom Fecht gegründete und zuerst in der Dresdener Straße am Oranienplatz ansässige Elefanten Press Galerie ihren Sitz.
Von überregionaler Bedeutung ist seit 1990 eine Filiale der Comic-Fachbuchhandlung Grober Unfug  in der Zossener Straße 33. Neben verschiedenen Boutiquen für Kleidung und Schuhe sowie dem seit 1987 in der Zossener Straße 10 bestehenden Traditionsbetrieb Knopf-Paul für Knöpfe und Modeaccessoires finden sich insbesondere im südlichen Teil der Straße zahlreiche gastronomische Betriebe.

## Verkehr
Die Anbindung der Zossener Straße an öffentliche Verkehrsmittel erfolgt durch die Buslinie 248 (Ostbahnhof – Breitenbachplatz via Südkreuz) im südlichen Teil und durch die U-Bahn-Linie U7, deren Bahnhof Gneisenaustraße mit seinem Ausgang zur Zossener Straße in der Mitte der Straße liegt. Im Norden ist der Bahnhof Hallesches Tor mit den U-Bahn-Linien U1, U3 und U6 in wenigen Minuten Fußweg zu erreichen.
In der Zossener Straße fuhren früher Pferde-, später Straßenbahnen. 1904 bog die Straßenbahnlinie 14 zwischen Moabit und Marheinekeplatz an der Gneisenaustraße in die Zossener Straße ein und endete an der Markthalle. 1947 wurde eine Linie von der Kreuzung mit der Blücherstraße über Marheinekeplatz die Friesenstraße hinauf stillgelegt. Seit dem 2. Oktober 1950 fuhr die Straßenbahnlinie 21 von Moabit/Wiebestraße bis zur Friesenstraße/Schwiebusser Straße. Im Straßenverlauf gab es die Haltestellen Zossener Brücke, Zossener Straße und Marheinekeplatz. Die Linie 21 wurde am 22. Januar 1953 stillgelegt und durch eine Buslinie ersetzt.

## Sonstiges
Seit dem 2. Juli 1987 besitzt Berlin eine weitere Zossener Straße, die im Ortsteil Hellersdorf von der Landsberger Allee zur Stendaler Straße führt.